# گهلرت
گهلرت (به آلمانی: Gehlert) یک شهر در آلمان است که در وستروالدکرایس واقع شده‌است.